# Pont d'Anping
El pont d'Anping (xinès tradicional: 安平 橋, xinès simplificat: 安平 桥, pinyin: Ānpín Qiáo), construït des de 1138 a 1151, és un pont de llosa de pedra de la dinastia Song a la província de Fujian. Té una longitud de 2.070 metres. El pont també es coneix com el pont de Wuli (xinès simplificat:: 桥; xinès tradicional: 五里 橋; pinyin: Wǔ Lǐ Qiáo, literalment, el pont de cinc lin), ja que la seva longitud és d'aproximadament 5 li, on un són uns 500 metres o 0,3 milles. És un lloc històric protegit a nivell nacional registrat a l'Administració del Patrimoni Cultural Nacional.
El pont es troba a la ciutat-prefectura de Quanzhou, creuant el que originalment era un estuari de marea del riu Shijing que separa la ciutat d'Anhai (a la ciutat de Jinjiang, a nivell del comtat) a l'est del riu, des de la ciutat de Shuitou (a la ciutat a nivell del comtat de Nan'an) a l'oest del riu. El pont porta el nom d'Anhai, que abans era conegut com a Anping. Originalment tenia cinc pavellons on els viatgers podien descansar; no obstant això, només existeix un pavelló (el pavelló Shuixin).
El pont consta de 331 trams de lloses de granit recolzades en pilars de pedra de diverses formes, la llosa més gran és de 25 tones. L'amplada del pont varia de 3 a 3,8 metres (de 9,8 a 12,5 peus). Originalment tenia cinc pavellons on els viatgers podien descansar; avui dia, només queda un pavelló (el pavelló Shuixin).

## Història
La construcció del pont es va iniciar el 1138 durant la dinastia Song del sud i va durar fins a 1151. Era originalment de 811 zhang [2.223 metres (1,381 mi)] de llarg i 1,6 zhang [44 metres (144 peus)] d'ample, amb 362 trams. Un cop acabat, va ser el pont més llarg de la Xina fins al 1905, inspirant la descripció local: "Cap pont al món és tan llarg com aquest" ((xinès)). Hi ha hagut sis reparacions importants des de la seva obertura, i el pont és ara més curt a causa de la radiació de l'estuari.

## Condicions actuals
L'estuari del riu Shijing s'ha restringit en aquesta zona i el canal del riu restant sota el pont és bastant estret. En conseqüència, el pont travessa ara sobretot allò que representa una seqüència de llacs o estanys, separats per zones humides. Una moderna carretera pública travessa el riu Shijing a uns centenars de metres al sud (aigües avall) d'aquest històric pont d'Anping sobre un pont bastant curt. Les zones al voltant del pont s'han desenvolupat en forma de parcs.

## Galeria

Pont_d'Anping
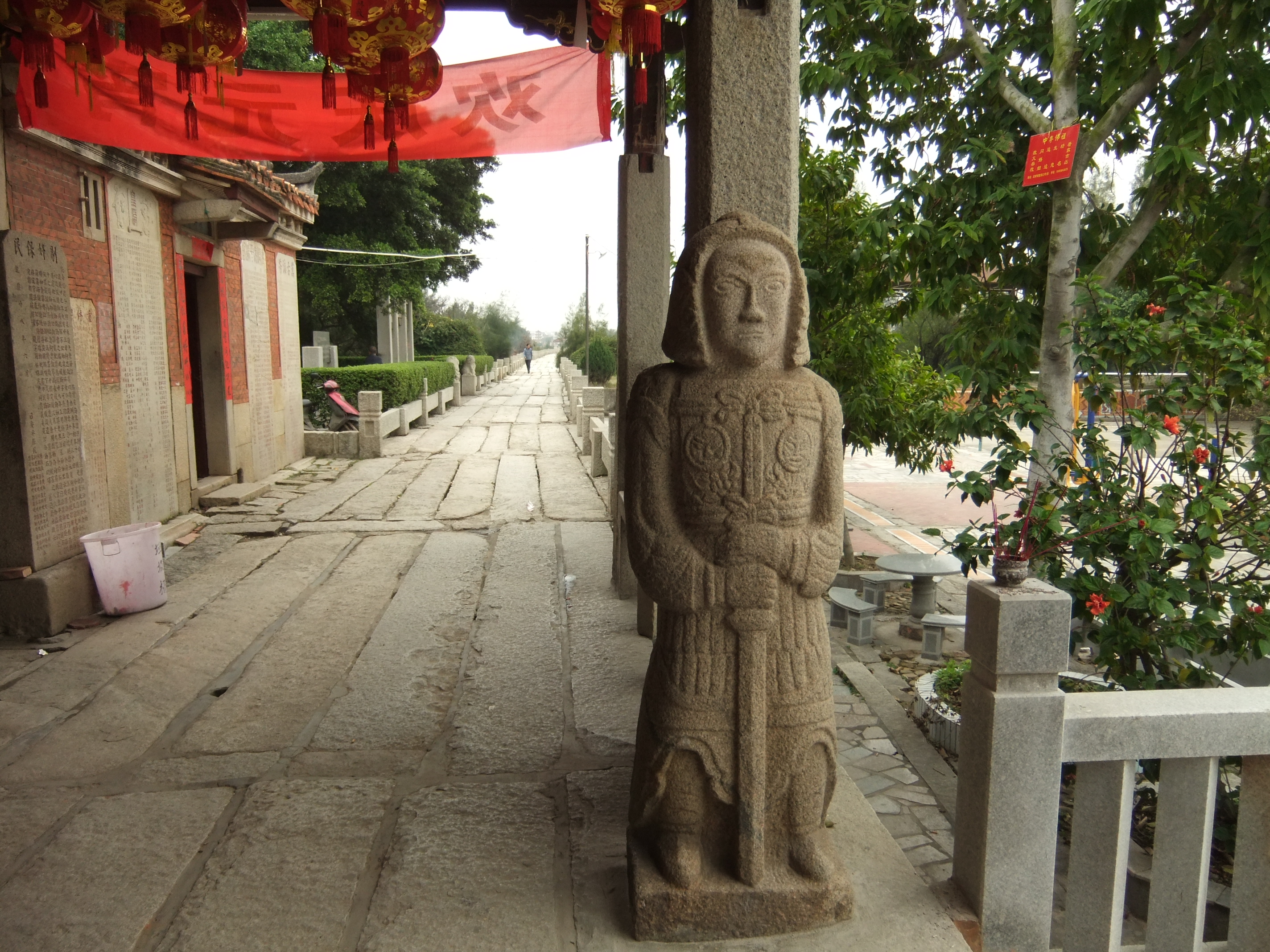
La carretera principal del pont passa pel pavelló Shuixin
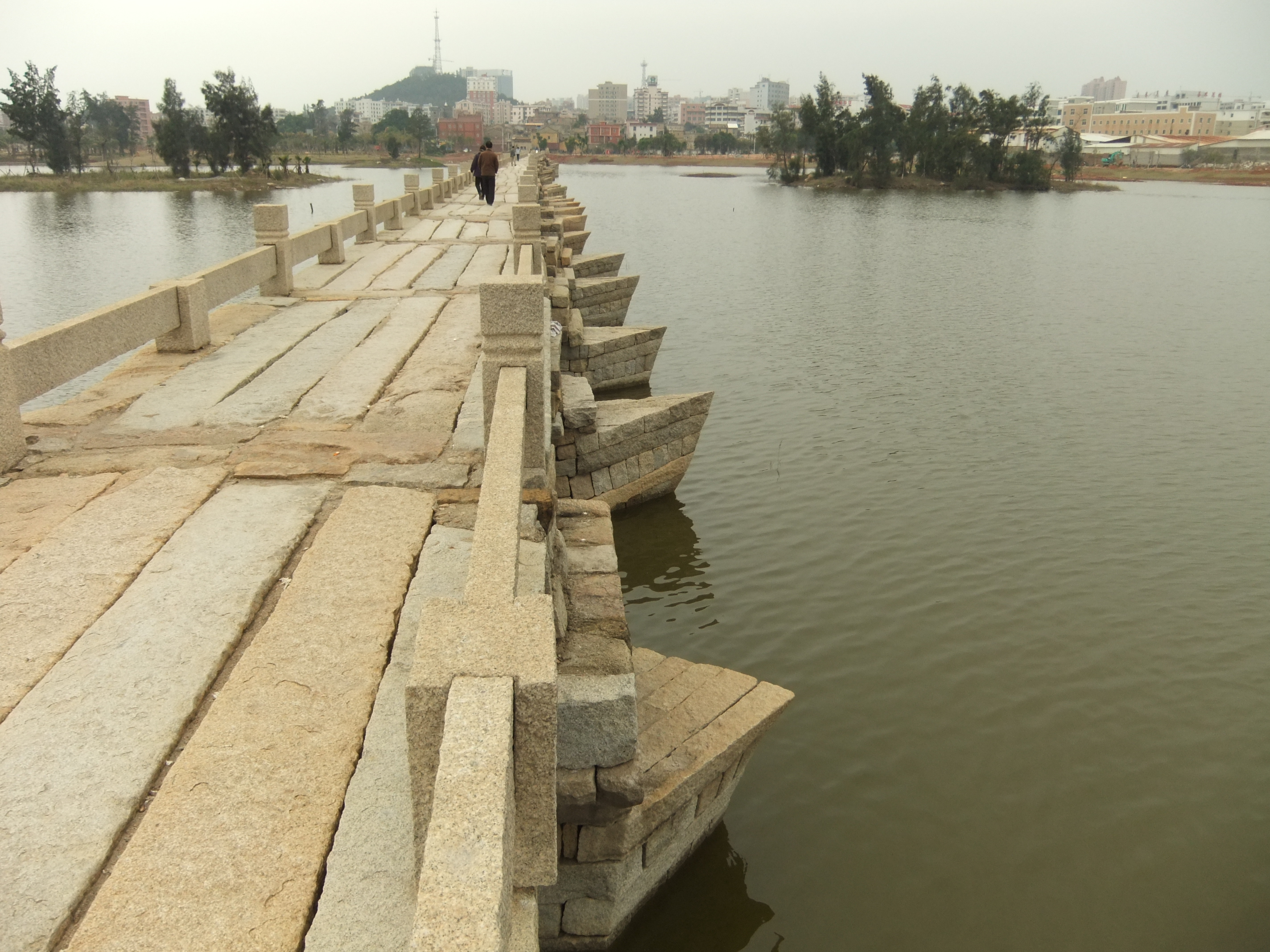
Secció occidental del pont, amb la ciutat de Shuitou al fons
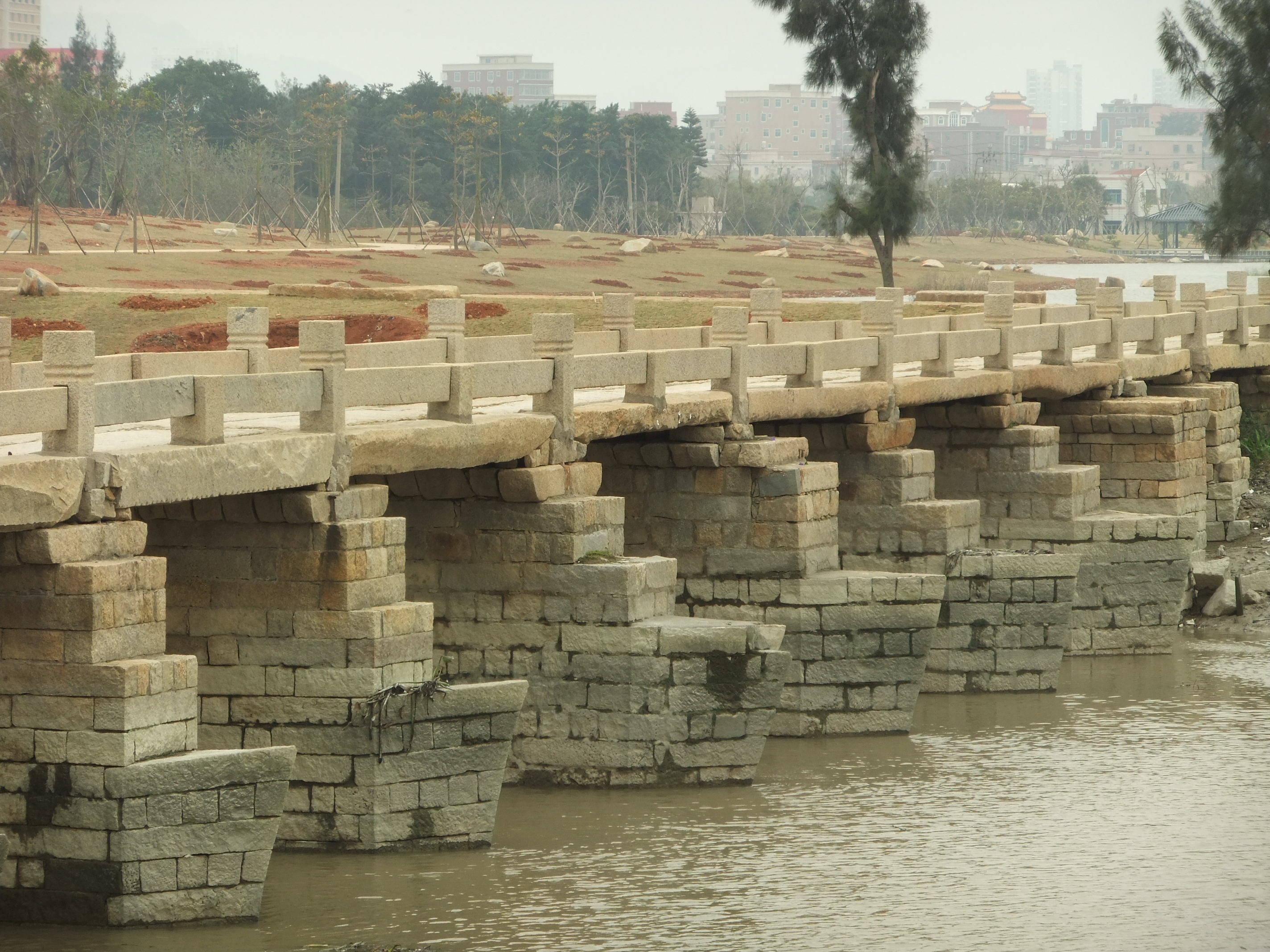
Vista cap a l'oest des del pont de Shuixin